# William MacGillivray
William MacGillivray (25. ledna 1796 Aberdeen – 4. září 1852 Aberdeen) byl skotský přírodovědec, respektive ornitolog. Díky své práci v tomto oboru je považován za otce britské ornitologie.

## Život
Narodil se v Aberdeenu, ale vyrůstal na ostrově Harris. Do Aberdeenu se vrátil studovat lékařství a po studiích se přestěhoval do Edinburghu. V roce 1830 se seznámil s jedním z největších amerických ornitologů Johnem Audubonem, se kterým trávil dlouhý čas při jeho pobytech v Edinburghu a psaní ornitologických knih. Jeho syn John MacGillivray byl rovněž ornitolog.

## Dílo
- Lives of Eminent Zoologists from Aristotle to Linnaeus (1830).
- A Systematic Arrangement of British Plants (1830).
- The Travels and Researches of Alexander von Humboldt (1832).
- A History of British Quadrupeds (1838).
- A Manual of Botany, Comprising Vegetable Anatomy and Physiology (1840).
- A History of the Molluscous Animals of Aberdeen, Banff and Kincardine (1843).
- A Manual of British Ornithology (1840–1842).
- A History of British Birds, indigenous and migratory, v pěti vydáních (1837–1852).
- Natural History of Deeside and Braemar (1855), posmrtně vydané.